# 斑尾高原

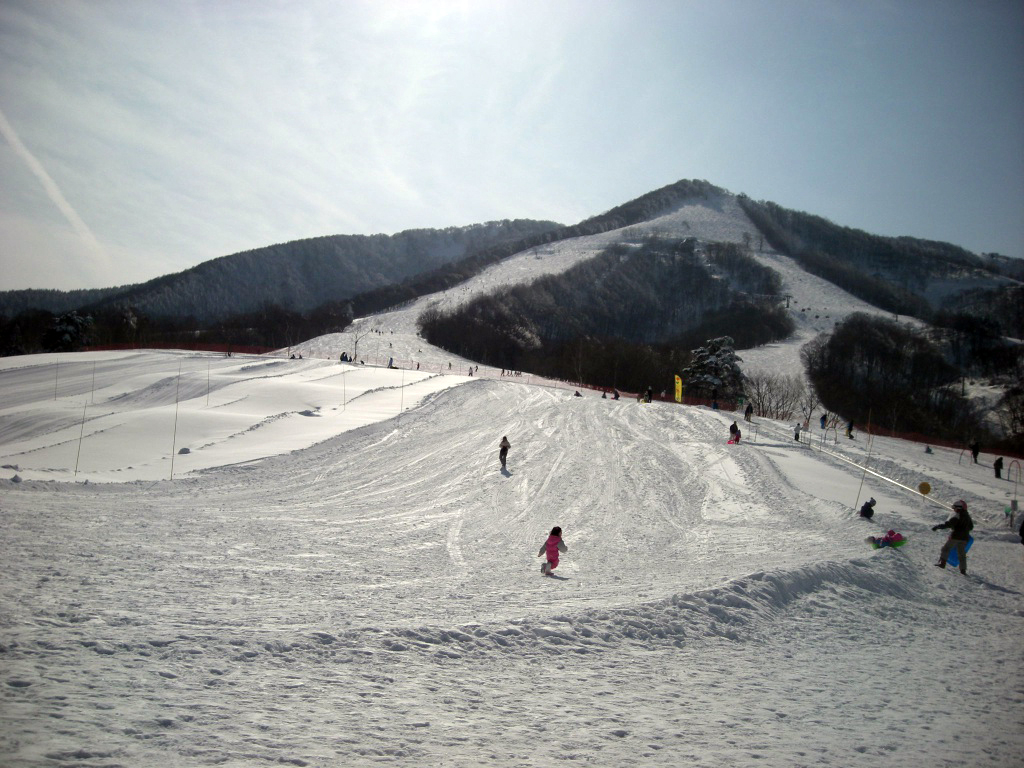
斑尾高原スキー場

斑尾高原スキー場中腹から

斑尾高原（まだらおこうげん）は、斑尾山の山麓に位置する高原リゾート地。標高約1,000mに位置する。長野県飯山市と新潟県妙高市にまたがっている。豪雪地帯ならではの豊富かつ上質な雪を利用したスキー場や、高原エリア内に張り巡らされているトレッキングルートを活かしたトレイルランが盛んで、避暑地となる高原の気候を特徴としている。
スキー場、ホテルを中心に長野県道・新潟県道97号飯山斑尾新井線に沿うような形で小規模な飲食店やペンション街が展開している。

## 位置
- 長野県飯山市
  - 大字飯山
    - 八坊塚
- 新潟県妙高市
  - 大字樽本丙
    - 字上樽川
    - 字東の平
    - 字前田
    - 字沼
    - 字小和清水
    - 字小左エ門沢
    - 字八坊主
    - 字斑尾

## 歴史
- 1967年10月、長野県企業局が斑尾高原の観光開発を決定
- 1972年5月、長野県企業局、飯山市、藤田観光株式会社により斑尾高原の開発が起工
- 1972年12月1日、斑尾高原ホテル、斑尾高原スキー場が完成
- 1982年8月、第1回ニューポート・ジャズ・フェスティバル・イン・斑尾開催

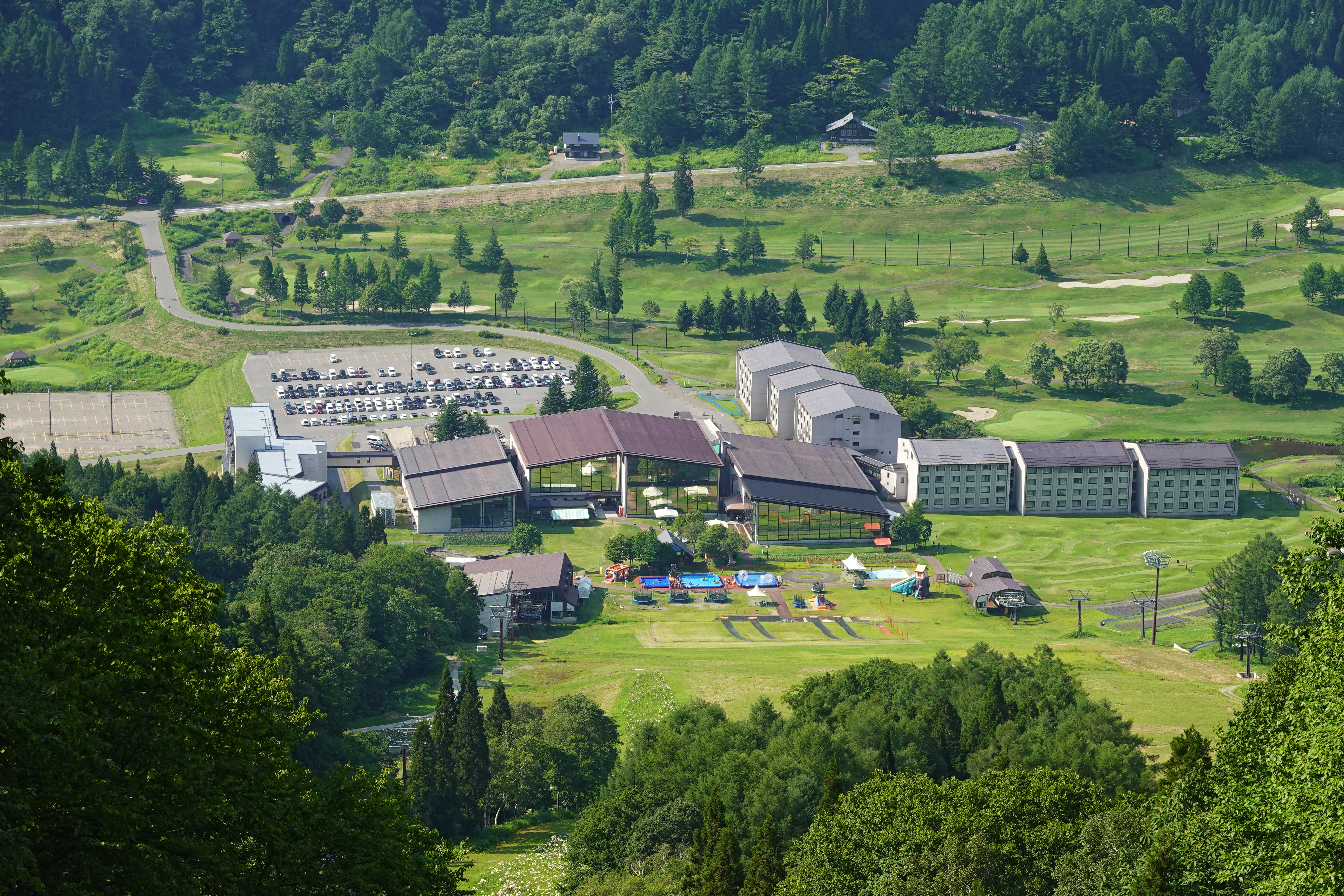
タングラム斑尾東急リゾート

- 1989年、「タングラム斑尾東急リゾート」が開業（東急不動産グループ）。翌年には「斑尾東急ゴルフクラブ」が開業
- 1997年、会員制リゾートホテル「東急ハーヴェストクラブ・斑尾」が開業（東急不動産グループ）
- 1999年、温泉の開発に成功
- 2002年4月、長電バスによる路線バスの代替としてコミュニティバスが運行開始 （飯山駅～斑尾高原）
- 2003年8月1日～3日、ニューポート・ジャズ・フェスティバル・イン・斑尾2003開催。毎年恒例として続いていたジャズフェスティバルもこの年を最後に休演となった
- 2005年4月12日、斑尾高原開発株式会社が東京地方裁判所に民事再生法適用を申請（負債額52億円）
- 2005年10月19日、斑尾高原開発株式会社の再生計画が東京地方裁判所によって認可。斑尾高原スキー場および斑尾高原ホテルをダヴィンチ・アドバイザーズへ8億円で売却し、売却資金を元に弁済。弁済完了後に会社は清算。

## その他
- 県境に存在するため、どこが長野県でどこが新潟県なのかが容易に判別できない場合がある。
  - 郵便物は、配達担当局が飯山市側にあるため、住所を「〒389-2257 長野県飯山市斑尾高原」とすれば、行政区分上の所在地が長野県であろうと新潟県であろうと届く。（「長野県飯山市斑尾高原」の地名は実在しないが、郵便局でもこの地名に「389-2257」の郵便番号を付与し、案内している）
  - 当地区の電話は、すべて長野県の飯山MAの電話番号（市外局番：0269）となっている。
- 飯山市富倉地区に伝わる、つなぎに山ごぼうの繊維を使った富倉そばを供する飲食店もある。
- 当地域の商用電源周波数は、長野県側も新潟県側も60Hzである。なお、長野県は中部電力パワーグリッドの、新潟県は東北電力ネットワークの送配電エリアであるが、新潟県側も中部電力パワーグリッドからの送配電を受けている。

## 主な施設
- 娯楽施設
  - 斑尾高原スキー場
    - 隣接するタングラムスキーサーカスとの連絡口がある
    - スキー場内の非圧雪ツリーエリアを開放したツリーランコース数は日本一

  - 斑尾高原紫音ハープミュージアム
  - まだらおの湯

- 宿泊施設
  - 斑尾高原ホテル
  - Lodge Raven
  - ブルーベリーペンション
  - 斑尾高原ペンションウッディルーク

### 湖沼・滝
- 希望湖
  - 斑尾高原の中心部から約2.5kmにある。
  - 夏季はバスフィッシングが盛んで、貸しボートあり。
  - 冬季（1～3月）は湖面が雪に覆われる為、スノーシューで湖面を自由にハイキングができる。

### トレッキング
- 斑尾高原トレッキングトレイル
  - 斑尾高原のペンション街を中心とした総距離約50Kの歩きやすいトレイル
- 信越トレイル